# Stationskwartier (Kampen)
Stationskwartier Kampen is een sinds mei 2014 in aanbouw zijnde wijk van Kampen. De wijk wordt begrensd door de Mr. J.L.M. Niersallee (N764) (grenzend aan Het Onderdijks), de Hanzelijn en de Willem Hendrik Zwartallee (grenzend aan De Maten).
De wijk is gepland als een stedelijke wijk met naar verwachting een hoge bevolkingsdichtheid en met een inrichting die refereert aan de huizen in de binnenstad van Kampen. De eerste huizen zijn op 9 oktober 2014 opgeleverd. Als de wijk volgens planning in 2018 klaar is zullen hier zo'n 650 woningen staan binnen een kleine oppervlakte. Het bouwrijp maken begon in december 2013 en de symbolische eerste paal voor de eerste woningen werd geslagen op 15 mei 2014. De wijk gaat onderdeel uitmaken van het stadsdeel De Maten-Het Onderdijks(-Stationskwartier).
Stationskwartier krijgt evenals de binnenstad een centrumfunctie, met veel voorzieningen zoals een winkelcentrum voor de wijk zelf en de wijken De Maten en Het Onderdijks. Daarnaast zal er een kantorenpark worden gevestigd. Station Kampen Zuid, naamgever van de wijk, is in december 2012 in gebruik genomen.
Met de nieuwbouw van het ROC Hoornbeeck College werd in het najaar van 2012 begonnen. De school werd met ingang van het schooljaar 2014-2015 in gebruik genomen. Voordat deze locatie werd opgeleverd zat het ROC in het vroegere Stedelijk Lyceum in de wijk Kampen-Zuid.